# Bouri (Ouahigouya)
Pour les articles homonymes, voir Bouri.
Bouri est une localité située dans le département de Ouahigouya de la province du Yatenga dans la région Nord au Burkina Faso.

## Géographie
Bouri se trouve à 6 km au sud-ouest du centre de Ouahigouya, le chef-lieu du département, et à 2,5 km au nord de Sissamba. La localité est à 1 km à l'est de la route nationale 10.

## Santé et éducation
Le centre de soins le plus proche de Bouri est le centre de santé et de promotion sociale (CSPS) de Sissamba tandis que le centre hospitalier régional (CHR) se trouve à Ouahigouya.